# مدي
هو مكيال إسلامي يستعمل في الوزن أثناء العصور الإسلامية.
المُدي يساوي واحد وأربعين رطلا ونصف الرطل.
وبناء على المشهور فهو يساوي 45.9 كيلوغرام

## المصدر
1. ↑  أبي العباس أحمد العزفي السبتي. (2020/10/14). حقيقة الدينار والدرهم والصاع والمد. {{استشهاد بكتاب}}: تحقق من التاريخ في: |تاريخ= (مساعدة)
2. ↑  علي جمعة (2020/10/14). المكاييل والموازين الشرعية. {{استشهاد بكتاب}}: تحقق من التاريخ في: |تاريخ= (مساعدة)